# Scott Lewis (baseball, 1983)
Pour les articles homonymes, voir Lewis.
Scott Edwin Lewis (né le 26 septembre 1983 à Washington Court House, Ohio, États-Unis) est un lanceur gaucher de baseball ayant joué dans la Ligue majeure avec les Indians de Cleveland en 2008 et 2009.

## Carrière

### Scolaire et universitaire
Scott Lewis porte les couleurs de son école secondaire, Washington High School, jusqu'en 2001 et est repêché par les Angels d'Anaheim. Lewis ne donne pas suite et part à l'université de l'État de l'Ohio où il joue avec Buckeyes. Il est désigné meilleur lanceur de la Big Ten Conference en 2003.

### Professionnelle
Repêché en 2004 par les Indians de Cleveland, Scott Lewis complète sa formation dans les clubs-écoles des Indians : Scrappers de Mahoning Valley (2005), Indians de Kinston (2006) et Aeros d'Akron (2007).
Durant l'inter-saison 2008, il est intégré à l'effectif des 40 joueurs des Indians de Cleveland. Il débute sous l'uniforme des Indians le 10 septembre 2008 et enregistre lors de la fin de saison 4 victoires en autant de parties lancées comme partant.
Il ne joue qu'un seul match en Ligue majeure lors de la saison 2009. Il dispute cette partie comme lanceur partant. En quatre manches un tiers, il accorde sept coups sûrs pour quatre points.
Sa moyenne de points mérités dans le baseball majeur s'élève à 3,49 en 28 manches et un tiers lancées, toutes pour Cleveland, en 5 matchs joués au total en 2008 et 2009. Il a 4 victoires, aucune défaite, et 18 retraits sur des prises.